# Joni Mäki
Joni Mäki (Vaasa, 24 de enero de 1995) es un deportista finlandés que compite en esquí de fondo.
Participó en los Juegos Olímpicos de Pekín 2022, obteniendo una medalla de plata en la prueba de velocidad por equipos (junto con Iivo Niskanen). Ganó una medalla de plata en el Campeonato Mundial de Esquí Nórdico de 2021, en la misma prueba.

## Palmarés internacional
| Juegos Olímpicos   | Juegos Olímpicos      | Juegos Olímpicos | Juegos Olímpicos     |
| Año                | Lugar                 | Medalla          | Prueba               |
| ------------------ | --------------------- | ---------------- | -------------------- |
| 2022               | Pekín (China)         | Medalla de plata | Velocidad por equipo |
| Campeonato Mundial |                       |                  |                      |
| Año                | Lugar                 | Medalla          | Prueba               |
| 2021               | Oberstdorf (Alemania) | Medalla de plata | Velocidad por equipo |